# 嵐山 (能)
『嵐山』(あらしやま)は、能楽作品のひとつ。歴史的には金春系の能で、観世流や宝生流が上演するのは江戸時代後期のことである。

## あらすじ
吉野から移し植えた桜を見てくるようにとの宣旨を受け、 勅使 と従臣は、桜の名勝嵐山に赴いた。そこに嵐山の花を守っているという尉と姥の夫婦が現れ、大君の恵みによって、嵐山は花の名所となり、盛んな様が永遠に続くようですと讃える。吉野の千本桜を移した嵐山の桜は、すべてご神木であるといい、そこに木守、勝手の神が訪れると述べる。嵐山という名前であっても、吉野の神の力があれば散ることないという。また、木守、勝手の夫婦の神とは私たちのことですと告げる。そして勅使たちに夜を待つように告げ、雲に乗って去って行く。夜になると、再び木守、勝手の神が嵐山の景色を讃えながら、御代が続くようにと、神遊びの舞を舞う。すると、南より香ばしい風が吹き、瑞雲棚引き、金色に光輝きながら蔵王権現が姿を現す。前世の悪業に苦しむ衆生を救うために俗界に交わっていると告げ、降魔調伏の光明を放ち、国土と衆生を守る誓いを示す。木守、勝手の神は蔵王権現と同体異名であると明かされ、嵐山に登り、花に戯れ、梢をかけて、桜の栄えゆく春の久しく続くさまを言祝いだ。

## 登場人物

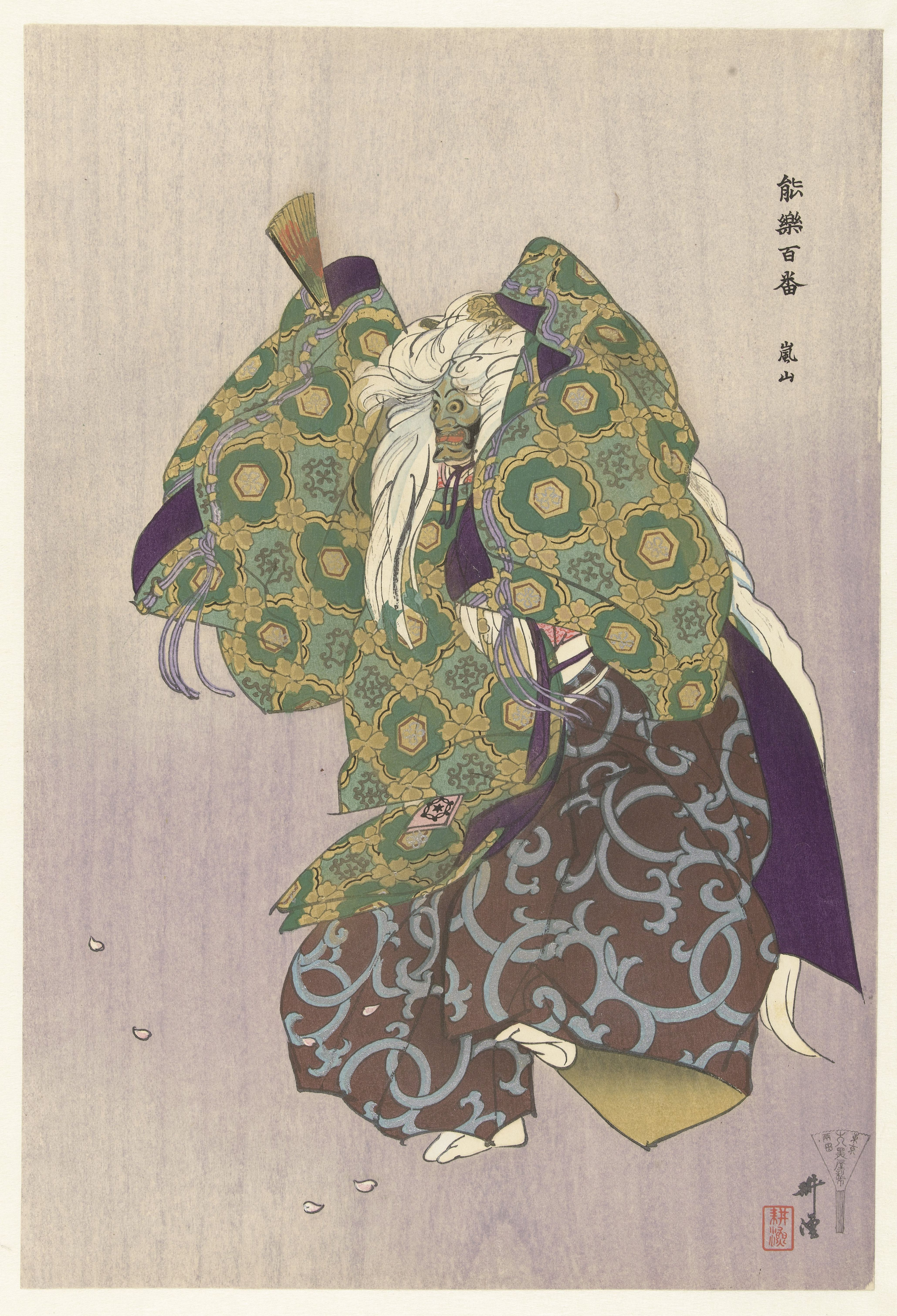
月岡耕漁筆「能樂百番」より『嵐山』

- 前シテ 花守の老人
- 前ツレ 花守の姥
- 後シテ 蔵王権現
- 後ヅレ 木守の神、
- 後ヅレ 勝手の神
- ワキ 勅使
- ワキツレ 従臣
- アイ 末社の神

## 解説
勅命によって吉野の桜を嵐山に移したというのは史実と違うが、後嵯峨上皇が嵐山の対岸の仙洞御所に吉野の桜を移したことが、『続古今和歌集』に見られる。そこから嵐山の桜は、吉野の桜を移したものと理解されるようになったといわれている